# Spilosoma semiramis
Spilosoma semiramis là một loài bướm đêm thuộc phân họ Arctiinae, họ Erebidae.